# Cuerpo dorado
Cuerpo dorado (en portugués: Corpo dourado) fue una telenovela brasileña producida y exhibida en el horario de las 7 de la tarde por la Rede Globo entre el 12 de enero y 21 de agosto de 1998, con 191 capítulos.
Protagonizada por Cristiana Oliveira y Humberto Martins, con las participaciones antagónicas de Maria Luísa Mendonça y Fábio Júnior y con las actuaciones estelares de Marcos Winter, Giovanna Antonelli, Danielle Winits, Rosamaria Murtinho y Flávio Galvão.

## Sinopsis
Selena es una campesina de carácter fuerte que no descansa intentando arrancar un secreto guardado por su madre Camila: la identidad de su padre. Pero ella también sueña un día tener el amor de Chico, el delegado de la ciudad de Marimbá. Sólo que él está concentrado investigando un misterioso asesinato.
Los dos forman un triángulo amoroso con Arturzinho, un empresario paulista del ramo de calzados. La tempestuosa Amanda, que abandona a Arturzinho en el altar para casarse con Chico, es la dueña de la curtiembre que aprovisiona la fábrica de zapatos, y reluta en aceptar la revelación de que Selena es su hermana bastarda. Rompiendo con la familia de Arturzinho, Amanda amenaza provocar la quiebra financiera de la fábrica de zapatos.
Un crimen sacude aún más a la familia de Arturzinho: su padre, Zé Paulo, es asesinado. Se descubre entonces una cinta de vídeo en la que Zé Paulo pide al hijo que se case con Selena y salvar las finanzas de la familia. Inicialmente, Arturzinho y Selena se detestan. Ella lo ve como un "maricas", distante de su realidad, mientras él la considera una "machona sin educación". Y aún: como Arturzinho va a explicar la situación para Alicinha, su novia?
A pesar de las diferencias y de los problemas, Arturzinho y Selena acaban enamorándose, para desesperación del delegado Chico, que se enamoró por la campesina, alejándose cada vez más de la mujer, Amanda, que ya demuestra serios problemas psicológicos.
Hay aún otro triángulo amoroso, formado por Judy, su novio Tadeu y Billy, el misterioso fotógrafo que llega a la ciudad acompañado del hijo Zeca. Billy, cuyo personaje envuelto en el misterio durante toda la trama, acaba por tener una implicación con Amanda.

## Elenco
- Cristiana Oliveira - Selena
- Humberto Martins - Chico
- Fábio Jr. - Billy
- Maria Luísa Mendonça - Amanda
- Marcos Winter - Arturzinho
- Giovanna Antonelli - Judy
- Carlos Vereza - Silveira / Coronel Tinoco
- Bianca Byington - Diana
- Danielle Winits - Alicinha
- Gerson Brenner - Jorginho
- Ana Rosa - Camila
- José de Abreu - Renato
- Lucinha Lins - Hilda
- Flávio Galvão - Orlando
- Fernanda Rodrigues - Lígia
- Ludmila Dayer - Bibí
- Daniel Ávila - Kris
- Felipe Folgosi - Lucas/Mateus
- Rosamaria Murtinho - Isabel
- Hugo Carvana - Jacinto Azevedo
- Marcelo Faria - Guto
- Mônica Carvalho - Clara
- Sebastião Vasconcelos - Sérvulo
- Felipe Camargo - Tadeu
- Antônio Petrin - Ezequiel
- Mara Carvalho - Laís
- Zezé Motta - Liana
- Lui Mendes - Nando
- Isabel Fillardis - Noêmia
- Andréa Leal - Letícia
- Cláudia Lira - Débora
- Java Mayan- Zeca
- Maria Gladys - Mazinha
- Joyce Caldas - Ana
- Thaís Caldas - Lana
- André Ricardo - Duca
- Pedro Guaraná - Severino
- Adriana Garambone - Soninha
- Thaís Fersoza - Ritinha
- Lafayette Galvão - Epaminondas
- Roberto Frota - Romão
- Paulo Reis - Aderbal
- Lima Duarte - Zé Paulo
- Luiza Curvo - Clara(niña)
- Zilka Salaberry - Celeste

## Curiosidad
- Se destacó la actuación de Fábio Jr. como el misterioso Billy. Fábio Jr, conquistó al público e hizo con que los telespectadores lo prefiriesen por sobre Chico (Humberto Martins) y Arthurzinho (Marcos Winter), para terminar telenovela al lado de Selena (Cristiana Oliveira).

- Marcó la vuelta del actor y cantante Fábio Jr. a Rede Globo tras hacer en el SBT la telenovela Antônio Alves, El taxista

- Cuerpo Dorado obtuvo una media general de 37 puntos en el Ibope, siendo considerada bastante satisfactoria para el horario.

- Fue la segunda vez que Marcos Winter y Cristiana Oliveira hicieron una pareja romántica. La primera vez fue en la telenovela de la Red Manchete, Pantanal de 1990.

## Banda sonora

### Nacional
1. Vivo per lei - Andrea Bocelli & Sandy(tema de Tadeu e Judy)
2. Pra Te Ter Aqui - Netinho(tema geral)
3. Coração Vazio - Michael Sullivan(tema de Arturzinho)
4. Pura Emoção - Chitãozinho e Xororó(tema de Selena)
5. Somente o Sol - Deborah Blando (tema de abertura)
6. Realidade Virtual - Cidade Negra(tema de Nando e Noêmia)
7. Grama Verde - Adriana Maciel(tema de Lygia)
8. Choveu - Blitz(tema de Renato)
9. Dois - Paulo Ricardo(tema de Billy)
10. O Que Você Quer - Rita Lee(tema de Chico)
11. Quase - Daúde(tema de Amanda)
12. Hanime - Ive(tema de Clara)
13. Me Liga - Patrícia Marx(tema de Judy)
14. Se Todos Fosssem Iguas a Você - Claudia Telles(tema de Hilda)

### Internacional
1. I Will Come To You - Hanson (tema de Lygia)
2. My All - Mariah Carey (tema de Chico)
3. Torn - Natalie Imbruglia (tema de Selena e Billy)
4. Angels - Robbie Williams (tema de Tadeu e Judy)
5. You Sexy Thing - T-Shirt (tema de Alicinha)
6. Secrets - Nicki French (tema de Laís)
7. The Mummer's Dance - Lorena McKennit (tema de Clara)
8. How Do I Live - Debra Michaels
9. Whenever I Call You Friend - Michael Johnson featuring Alison Krauss
10. Ain't That Just The Way - Betsy Loop
11. You're Still The One - Shania Twain (tema de Selena e Chico)
12. Take Me As I Am - Faith Hill
13. Say You'll Be Mine - La Bouche
14. Breaking All The Rules - She Moves (tema de Arturzinho)
15. Sunshyme - Rising Sun
16. Lonely - Stars And Stripers